# Popis naselja u Washingtonu
Ovo je popis inkorporiranih gradova, mjesta i sela, mjesta grada, neinkorporiranih područja i popisom određenih mjesta te "gradova duhova" u američkoj saveznoj državi Washington.

## A
- Albion (Washington)
- Algona (Washington)
- Almira (Washington)
- Anacortes (Washington)
- Arlington (Washington)
- Asotin (Washington)
- Auburn (Washington)

## B
- Bainbridge Island (Washington)
- Battle Ground (Washington)
- Beaux Arts Village (Washington)
- Bellingham (Washington)
- Benton City (Washington)
- Bingen (Washington)
- Black Diamond (Washington)
- Blaine (Washington)
- Bonney Lake (Washington)
- Bothell (Washington)
- Bremerton (Washington)
- Brewster (Washington)
- Bridgeport (Washington)
- Brier (Washington)
- Buckley (Washington)
- Bucoda (Washington)
- Burlington (Washington)

## C
- Camas (Washington)
- Carbonado (Washington)
- Carnation (Washington)
- Cashmere (Washington)
- Castle Rock (Washington)
- Cathlamet (Washington)
- Centralia (Washington)
- Chehalis (Washington)
- Chelan (Washington)
- Cheney (Washington)
- Chewelah (Washington)
- Clarkston (Washington)
- Cle Elum (Washington)
- Clyde Hill (Washington)
- Colfax (Washington)
- College Place (Washington)
- Colton (Washington)
- Colville (Washington)
- Conconully (Washington)
- Concrete (Washington)
- Connell (Washington)
- Cosmopolis (Washington)
- Coulee City (Washington)
- Coulee Dam (Washington)
- Coupeville (Washington)
- Covington (Washington)
- Creston (Washington)
- Cusick (Washington)

## D
- Darrington (Washington)
- Davenport (Washington)
- Dayton (Washington)
- Deer Park (Washington)
- Des Moines (Washington)
- DuPont (Washington)
- Duvall (Washington)

## E
- East Wenatchee (Washington)
- Eatonville (Washington)
- Edgewood (Washington)
- Edmonds (Washington)
- Electric City (Washington)
- Ellensburg (Washington)
- Elma (Washington)
- Elmer City (Washington)
- Endicott (Washington)
- Entiat (Washington)
- Enumclaw (Washington)
- Ephrata (Washington)
- Everett (Washington)
- Everson (Washington)

## F
- Fairfield (Washington)
- Farmington (Washington)
- Federal Way (Washington)
- Ferndale (Washington)
- Fife (Washington)
- Fircrest (Washington)
- Forks (Washington)
- Friday Harbor (Washington)

## G
- Garfield (Washington)
- Gig Harbor (Washington)
- Gold Bar (Washington)
- Goldendale (Washington)
- Grand Coulee (Washington)
- Grandview (Washington)
- Granger (Washington)
- Granite Falls (Washington)

## H
- Hamilton (Washington)
- Harrah (Washington)
- Harrington (Washington)
- Hartline (Washington)
- Hatton (Washington)
- Hoquiam (Washington)
- Hunts Point (Washington)

## I
- Ilwaco (Washington)
- Index (Washington)
- Ione (Washington)

## K
- Kahlotus (Washington)
- Kalama (Washington)
- Kelso (Washington)
- Kenmore (Washington)
- Kennewick (Washington)
- Kent (Washington)
- Kettle Falls (Washington)
- Kirkland (Washington)
- Kittitas (Washington)
- Krupp (Washington)

## L
- LaCrosse (Washington)
- La Center (Washington)
- Lacey (Washington)
- Lake Forest Park (Washington)
- Lake Stevens (Washington)
- Lakewood (Washington)
- Lamont (Washington)
- Langley (Washington)
- Latah (Washington)
- Leavenworth (Washington)
- Liberty Lake (Washington)
- Lind (Washington)
- Long Beach (Washington)
- Longview (Washington)
- Lyman (Washington)
- Lynden (Washington)
- Lynnwood (Washington)

## M
- Mabton (Washington)
- Malden (Washington)
- Mansfield (Washington)
- Maple Valley (Washington)
- Marcus (Washington)
- Marysville (Washington)
- Mattawa (Washington)
- McCleary (Washington)
- Medical Lake (Washington)
- Mercer Island (Washington)
- Mesa (Washington)
- Metaline (Washington)
- Metaline Falls (Washington)
- Mill Creek (Washington)
- Millwood (Washington)
- Milton (Washington)
- Monroe (Washington)
- Montesano (Washington)
- Morton (Washington)
- Moses Lake (Washington)
- Mossyrock (Washington)
- Mountlake Terrace (Washington)
- Moxee (Washington)
- Mukilteo (Washington)

## N
- Naches (Washington)
- Napavine (Washington)
- Nespelem (Washington)
- Newport (Washington)
- Nooksack (Washington)
- Normandy Park (Washington)
- North Bonneville (Washington)
- Northport (Washington)

## O
- Oak Harbor (Washington)
- Oakesdale (Washington)
- Oakville (Washington)
- Ocean Shores (Washington)
- Odessa (Washington)
- Okanogan (Washington)
- Omak (Washington)
- Oroville (Washington)
- Orting (Washington)
- Othello (Washington)

## P
- Pacific (Washington)
- Palouse (Washington)
- Pateros (Washington)
- Pe Ell (Washington)
- Pomeroy (Washington)
- Port Angeles (Washington)
- Port Orchard (Washington)
- Port Townsend (Washington)
- Poulsbo (Washington)
- Prescott (Washington)
- Prosser (Washington)
- Pullman (Washington)
- Puyallup (Washington)

## Q
- Quincy (Washington)

## R
- Rainier (Washington)
- Raymond (Washington)
- Reardan (Washington)
- Redmond (Washington)
- Renton (Washington)
- Republic (Washington)
- Richland (Washington)
- Ridgefield (Washington)
- Ritzville (Washington)
- Riverside (Washington)
- Rock Island (Washington)
- Rockford (Washington)
- Rosalia (Washington)
- Roslyn (Washington)
- Roy (Washington)
- Royal City (Washington)
- Ruston (Washington)

## S
- Sammamish (Washington)
- SeaTac (Washington)
- Sedro-Woolley (Washington)
- Selah (Washington)
- Sequim (Washington)
- Shelton (Washington)
- Shoreline (Washington)
- Skykomish (Washington)
- Snohomish (Washington)
- Snoqualmie (Washington)
- Soap Lake (Washington)
- South Bend (Washington)
- South Cle Elum (Washington)
- South Prairie (Washington)
- Spangle (Washington)
- Spokane Valley (Washington)
- Sprague (Washington)
- Springdale (Washington)
- St. John (Washington)
- Stanwood (Washington)
- Starbuck (Washington)
- Steilacoom (Washington)
- Stevenson (Washington)
- Sultan (Washington)
- Sumas (Washington)
- Sumner (Washington)
- Sunnyside (Washington)

## T
- Tieton (Washington)
- Toledo (Washington)
- Toppenish (Washington)
- Tumwater (Washington)
- Twisp (Washington)

## U
- Union Gap (Washington)
- Uniontown (Washington)
- University Place (Washington)

## V
- Vader (Washington)

## W
- Waitsburg (Washington)
- Walla Walla (Washington)
- Wapato (Washington)
- Warden (Washington)
- Washougal (Washington)
- Washtucna (Washington)
- Waterville (Washington)
- Waverly (Washington)
- Wenatchee (Washington)
- West Richland (Washington)
- Westport (Washington)
- Wilbur (Washington)
- Wilkeson (Washington)
- Wilson Creek (Washington)
- Winlock (Washington)
- Winthrop (Washington)
- Woodinville (Washington)
- Woodland (Washington)

## Y
- Yacolt (Washington)
- Yarrow Point (Washington)
- Yelm (Washington)

## Z
- Zillah (Washington)